# Каизак (Лот и Гарона)
Каизак (фр. Cahuzac) насеље је и општина у југозападној Француској у региону Аквитанија, у департману Лот и Гарона која припада префектури Вилнев сир Лот.
По подацима из 2011. године у општини је живело 295 становника, а густина насељености је износила 36,69 становника/km². Општина се простире на површини од 8,04 km². Налази се на средњој надморској висини од 123 метара (максималној 144 m, а минималној 58 m).

## Демографија
| 1962. | 1968. | 1975. | 1982. | 1990. | 1999. | 2011. |
| ----- | ----- | ----- | ----- | ----- | ----- | ----- |
| 258   | 283   | 214   | 219   | 253   | 281   | 295   |

График промене броја становника у току последњих година